# シングス・ウィー・ライク
『シングス・ウィー・ライク』（Things We Like）は、スコットランドのミュージシャン、ジャック・ブルースが1970年に発表した、ソロ名義では2作目のスタジオ・アルバム。ただし録音はソロ・デビュー作『ソングス・フォー・ア・テイラー』（1969年発表）よりも早い1968年8月である。

## 背景
全曲ともインストゥルメンタルで、音楽的にはジャズ（ポスト・バップ、フリー・ジャズ）からの影響が強い。
本作に参加したジョン・マクラフリン、ディック・ヘクストール＝スミス、ジョン・ハイズマンは、ブルースがかつて在籍したグレアム・ボンド・オーガニゼーション（以下、GBO）の人脈である。マクラフリンは1963年4月、アレクシス・コーナーズ・ブルース・インコーポレイテッドを脱退したブルース、グレアム・ボンド、ジンジャー・ベイカーと、GBOの前身に当たるグレアム・ボンド・カルテット（以下、GBQ）を結成した。GBQのライヴ録音はボンド名義のアルバム『Solid Bond』（1970年発売）に収録された。ヘクストール＝スミスはブルースらと共にブルース・インコーポレイテッドに在籍していたが、同年9月にマクラフリンと入れ替わってGBQに加入した。ヘクストール＝スミスを迎えたGBQはGBOとしてデビューしたが、1965年夏にブルース、1966年5月にベイカーが脱退。ハイズマンはベイカーの後任としてGBOに加入し、ヘクストール＝スミスと共に1967年の解散まで在籍した。
1968年の夏、ブルースは在籍していたクリームの活動の合間にヘクストール＝スミス、ハイズマンとトリオを結成して、ロンドンの100 Clubでコンサートを開いた。これをきっかけに、彼等は8月にIBCスタジオでジャズのアルバムを録音し始めた。その初日が終わってブルースが車で帰宅する途中、彼は旧知のマクラフリンがギターを携えて歩いているのを見かけて声をかけた。マクラフリンを含む4名は録音を3日間で終えた。
ブルースは本作を初のソロ・アルバムにすると自分は今後ジャズ・ベース・プレイヤーとして見られるようになると考え、発表を延期した。そして1970年秋に本作を『ソングス・フォー・ア・テイラー』（1969年）に続く2作目のアルバムとして発表した。同じセッションで録音されたアウトテイク「エイジング・ジャック・ブルース、スリー、フロム・スコットランド、イングランド」は、2003年発売のリマスターCDにボーナス・トラックとして収録された。
ブルースは本作が完成した後も、参加メンバーとの交流を持った。ヘクストール＝スミスとハイズマンは1968年にコロシアムを結成し、1969年にブルースの『ソングス・フォー・ア・テイラー』のレコーディングに参加した。マクラフリンは1969年にトニー・ウィリアムスとトニー・ウィリアムス・ライフタイムを結成し、1970年にブルースをウィリアムスに紹介した。ブルースはライフタイムに加入して、マクラフリンと共にセカンド・アルバム『ターン・イット・オーヴァー』（1970年）に参加した。

## 評価
Lindsay Planerはオールミュージックにおいて5点満点中4点を付け、アルバムの音楽性に関してローランド・カークを引き合いに出し、「HCKHHブルース」におけるジョン・マクラフリンの演奏を「ロバート・フリップが『アイランズ』（1971年）期のキング・クリムゾンで披露したジャズ的なフレットさばきに近い」と評している。また、ロバート・クリストガウは本作にB+を付け「多くのロック・ミュージシャンが指向してきた単純なモダニズムよりも、オーネット・コールマンやビバップに負うところが大きい、楽しめるコンテンポラリー・ジャズのLP」と評している。

## 収録曲
特記なき楽曲はジャック・ブルース作。
1. オーヴァー・ザ・クリフ - "Over the Cliff" – 2:53
2. スタチューズ - "Statues" – 7:33
3. サム・エンチャンテッド・ディック - "Sam Enchanted Dick (Medley)" – 7:28
4. *(a) サムズ・サック - "Sam Sack" (Milt Jackson)
5. *(b) リルズ・スリルズ - "Rill's Thrills" (Dick Heckstall-Smith)
6. ボーン・トゥ・ビー・ブルー - "Born to Be Blue" (Mel Tormé, Robert Wells) – 4:26
7. HCKHHブルース - "HCKHH Blues" – 8:57
8. アーサーのバラード - "Ballad for Arthur" – 7:43
9. シングス・ウィー・ライク - "Things We Like" – 3:33

### 2003年リマスターCDボーナス・トラック
1. エイジング・ジャック・ブルース、スリー、フロム・スコットランド、イングランド - "Ageing Jack Bruce, Three, from Scotland, England" (D. Heckstall-Smith)

## 参加ミュージシャン
- ジャック・ブルース - ダブルベース
- ディック・ヘクストール＝スミス - ソプラノ・サクソフォーン、テナー・サクソフォーン
- ジョン・マクラフリン - ギター
- ジョン・ハイズマン - ドラムス